# NN-197
La carretera NN-197 es una vía departamental secundaria ubicada en el departamento de Masaya. Tiene una longitud de 9.6 kilómetros y conecta el casco urbano de Masatepe con zonas rurales al sur, específicamente hasta el Camino a Campos Azules. Su construcción se completó en 1995.

## Trazado y cruces
El siguiente cuadro muestra el trazado aproximado de la carretera NN-197:
| km  | Localidad              | Departamento | Conexión / Ruta |
| --- | ---------------------- | ------------ | --------------- |
| 0.0 | Masatepe               | Masaya       |                 |
| 9.6 | Camino a Campos Azules | Masaya       |                 |